# Charles Geschke
Charles Matthew (Chuck) Geschke (Cleveland, 11 september 1939 – Los Altos (Californië), 16 april 2021) was een Amerikaans zakenman en informaticus. Hij is het bekendst van de oprichting van het softwarebedrijf Adobe Inc., samen met John Warnock in 1982, en als mede-uitvinder van PostScript en de pdf.

## Biografie
Na de Saint Ignatius High School studeerde Geschke aan de Xavier-universiteit, waar hij in 1962 een bachelordiploma (BA) behaalde in de klassieken en in 1963 een mastergraad (MS) in de wiskunde. Van 1963 tot 1968 doceerde hij wiskunde aan de John Carroll-universiteit in University Heights (Ohio). In 1972 promoveerde hij in de informatica aan de Carnegie Mellon University onder begeleiding van William Wulf. Hij was een co-auteur van Wulfs boek uit 1975: The Design of an Optimizing Compiler.
In oktober 1972 trad Geschke in dienst van het Palo Alto Research Center (PARC), het onderzoekscentrum van Xerox. Zijn eerste project betrof de bouw van een mainframe computer. Daarna werkte hij aan programmeertalen en ontwikkelde gereedschappen die werden gebruikt voor de bouw van het Xerox Star-werkstation. In 1978 begon Geschke het Imaging Sciences Laboratory bij PARC, en voerde hier onderzoek uit op het gebied van graphics, optica en beeldverwerking. Hij huurde John Warnock in en samen ontwikkelden ze de paginabeschrijvingstaal Interpress. Omdat ze er niet slaagden het Xerox-management te overtuigen van de commerciële waarde van Interpress, verlieten de twee Xerox om een eigen softwarebedrijf te beginnen.

## Adobe
Geschke en Warnock richtten in 1982 in Warnocks garage Adobe op, dat was genoemd naar de kreek die achter Warnocks huis liep. Interpress zou uiteindelijke evolueren tot PostScript. Dankzij deze opmaaktaal werd het veel makkelijker om afbeeldingen en tekstopmaak te printen. Het zorgde voor een revolutie in Silicon Valley. Onder meer Steve Jobs stak miljoenen in het bedrijf en het gebruik van PostScript op zijn Mac-computers resulteerde in een van de eerste desktoppublishing-systemen. Het stelde gebruikers in staat om documenten op te maken op een personal computer en precies zo uitprinten op papier zoals het er op de monitor uitzag, een proces die bekend staat als WYSIWYG, een acroniem van "What You See Is What You Get". Naast PostScript ontwikkelde Adobe onder leiding van Geschke het portable document format (PDF), dat zou uitgroeien tot de wereldwijde standaard om snel en eenvoudig elektronische documenten te verspreiden. Later ontwikkelde het bedrijf ook andere bekende softwareprogramma’s, zoals Photoshop, InDesign en Illustrator.
Van december 1986 tot juli 1994 was Geschke operationeel directeur (COO) van Adobe en van april 1989 tot april 2000 was hij president van het bedrijf. In 2000 stopte hij als president van Adobe, kort nadat zijn partner Warnock het bedrijf als uitvoerend directeur (CEO) had verlaten. Geschke was van september 1997 tot 2017 ook co-voorzitter van de raad van bestuur van Adobe

## Ontvoering in 1992
In de ochtend van 26 mei 1992, toen Geschke arriveerde om te gaan werken in Mountain View, werd hij op de parkeerplaats van Adobe onder bedreiging van een vuurwapen ontvoerd door twee mannen; de 26-jarige Mouhannad Albukhari uit San Jose en de 25-jarige Jack Sayeh uit Campbell. Een woordvoerder van de FBI meldde dat de dienst de telefoontjes van de ontvoerders naar de vrouw van Geschke had afgeluisterd en losgeld had geëist. De woordvoerder voegde eraan toe dat Albukhari was gearresteerd nadat hij het losgeld van $650.000 had opgehaald dat dochter van Geschke had achtergelaten op het afleverpunt. Na een ondervraging bracht Albukhari hen naar een bungalow in Hollister waar Sayeh Geschke had gegijzeld. Geschke werd na vier dagen gijzeling ongedeerd vrijgelaten, hoewel hij verklaarde dat hij geketend was geweest. De twee ontvoerders werden uiteindelijk veroordeeld tot een levenslange celstraf in een staatsgevangenis.

## Erkenning
In 1999 werd Geschke geïntroduceerd als nieuw lid van Association for Computing Machinery en in 2002 bij de Computer History Museum voor "zijn prestaties in het commercialiseren van desktoppublishing met John Warnock en voor zijn innovatie in schaalbare lettertype, computergrapics en afdrukken". Hij werd onderscheiden met de volgende prijzen:
- AeA Medal of Achievement (2006)
- Computer Entrepreneur Award (2008) van de IEEE Computer Society
- National Medal of Technology and Innovation (2009, uitgereikt door president Barack Obama)
- Marconi Prize (2010, samen met Warnock) van de Marconi Society

In 1995 werd hij gekozen tot lid van de National Academy of Engineering en in 2008 tot lid van de American Academy of Arts and Sciences. In 2010 voltooide hij zijn termijn als voorzitter van de Board of Trustees van de University of San Francisco. In 2012 werd hij gekozen in de American Philosophical Society.